# سیارک ۱۱۵۰۹
سیارک ۱۱۵۰۹ (به انگلیسی: 11509 Thersilochos، نامگذاری:1990VL6) یازده هزار و پانصد و نهمین سیارک کشف شده‌است که در ۱۵ نوامبر ۱۹۹۰ کشف شد.
قدر مطلق سیارک برابر ۱۲۸.۷ است.